# Carol Popp de Szathmári
Carol Popp de Szathmári (n. 11 ianuarie 1812, Cluj, Imperiul Austriac – d. 3 iunie 1887, București, România) a fost un pictor și grafician maghiar din Transilvania, primul fotograf de artă și documentarist din Regatul Român și unul dintre primii zece fotografi din Europa.

## Originea și studiile
Data nașterii lui Carol Pop de Szathmari (uneori scris Carol Popp de Szathmary, dar numele de botez este Szathmári Pap Károly) - 11 ianuarie 1812 „este de fapt data botezului său și a fost stabilită convențional, nu din punct de vedere istoric, fiind unica dată oficială, înregistrată în documentele bisericii”, conform unei copii legalizate a Certificatului de botez, eliberată de Direcția Județeană a Arhivelor Naționale Cluj Napoca. Conform aceluiași Certificat de botez, de Szathmari s-a născut în Kolozsvár, Transilvania (actualul oraș Cluj Napoca), pe atunci în Imperiul Austriac. Dr. Lucian Ciupei mai afirmă și că forma numelui său, Carol Pop de Szathmari, este forma stabilită de Asociația Artiștilor Fotografi din România, odată cu emiterea medaliei jubiliare. A fost fiul lui Daniel Szathmáry, mic nobil, fără moșie, și pastor angajat al Colegiului Reformat din Cluj. Soția lui Daniel Szathmáry a fost Suzanna (Zsuzsanna), născută Vass. Carol (Károly) Szathmári a urmat studii complexe (juridice, artistice, științifice), mai întâi la Colegiul Reformat din Cluj (1818—1827), apoi la Viena (Academia de arte frumoase) și Roma. Apoi a studiat dreptul și a lucrat o vreme ca funcționar la Sibiu. „Despre studiile urmate la Cluj știm prea puțin. Există totuși un caet de desen, din 16 Sept. 1827 sau 1829 (ultima țifră nu se poate citi bine) semnat de Szathmary D. Karolly din „Kolosvar", în care se găsesc primele încercări ale viitorului pictor.” Supranumele de Popp (Pap) și l-a atribuit cu referire la profesia tatălui său. În tinerețe a avut o legătură romantică cu artistocrata Maria Văcărescu, viitoarea soție a spătarului Costache Ghica și a doua soție a prințului Gheorghe Bibescu. Pe urmele acestei pasiuni a vizitat prima dată București în anul 1831, unde, la fel ca în toate celelalte locuri vizitate, desenează locuri, costume, tradiții, dar mai ales portrete. 
Din perioada acestui prim contact al artistului cu Țara Românească datează două portrete: o schiță a lui Franz Liszt concertând și portretul Marițicăi Văcărescu, cea care în anii '40 a fost protagonista unui dublu divorț, cu consecințe politice, în care au trebuit să se implice nu doar Patriarhia Constantinopolului, ci și ambasadorii puterilor străine de la București, pentru că aceasta voia să se căsătorească cu Vodă Bibescu. Miniatura a fost apreciată de soții Bibescu, astfel că după au părăsit Bucureștiul pentru Occident au multiplicat acuarela prin litografiere la litograful-portretist Josef Kriehuber. 
O primă tentativă de a deveni pictorul Curții de la București are loc în 1849, când Barbu Știrbey, fratele lui Vodă Bibescu, urmează la tron și îi comandă o serie de trei panouri de mari dimensiuni dedicate încoronării; deși plătite în avans, Szathmari nu a reușit să le finalizeze.
În timpul uneia dintre numeroasele sale călătorii la Paris, unde mergea aproape anual, a devenit familiar cu arta fotografică recent inventată și din 1848-1849 începe să experimenteze din ce în ce mai mult cu aparatul de fotografiat. Prima lui fotografie este o calotipie reprezentând un Amoraș din gips, fără brațe, calotipie inscripționată în germană: „Die aller erste Photographie die ich gemacht habe im Jahre 1848 November” („Această fotografie este prima pe care am făcut-o în noiembrie 1848”).
Un timp a studiat pictura la Roma, unde s-a împrietenit cu Constantin Lecca. Ulterior a plecat la Viena, unde a studiat pictura la Academia de arte, printre alții, cu Peter Fendi (1792-1842) și Johann Treml (1816-1852). În continuare a efectuat două voiaje de studii în Italia. Din 1843 a activat la București. Prin (1853) a lucrat o vreme cu Anton Chladek. A aprofundat studiul artelor plastice, zoologiei, botanicii, mineralogiei, arheologiei, geografiei, topografiei, tehnicii fotografice, litografiei și cromolitografiei, adunând totodată o bogată colecție de obiecte rare și opere de artă.
În cele din urmă, Szathmari se canalizează pe metode strict lucrative, abandonând tehnica lui Calbot (calotipia), din cauza efectului de „negativ” (inversarea culorilor) al exemplarului de hârtie, pentru o tehnică mai nouă și mult mai practică, cea a colodiului umed, cu clișeu de sticlă „negativ” de pe care se executau exemplare „pozitive” pe hârtie albuminată, având o mare acuratețe a detaliului și, posibilitatea multiplicării aproape la nesfârșit după clișeu. 

## Pictor

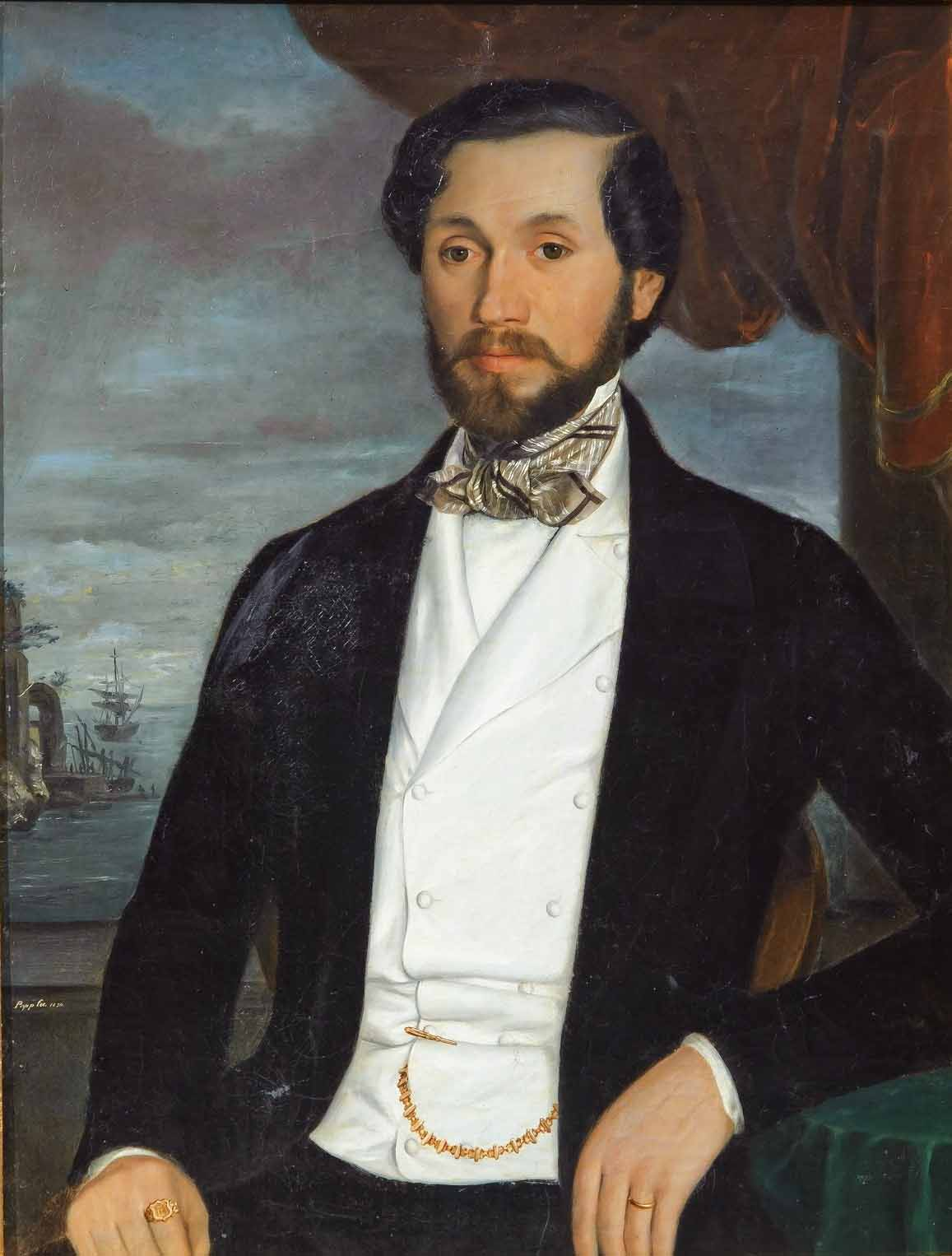
Carol Popp de Szathmári - portret de Mișu Popp

În pictură, limbajul său este migălos și greoi, dar vădind același spirit de observație ascuțit, mai ales în scenele reprezentând bâlciuri sau târguri. Ca litograf, Szathmári a lăsat un Album cu vederi din Transilvania (1841) - cu litografii și cromolitografii trase cu mai multe pietre și texte scrise de el, precum și portretele deputaților din Dieta Transilvaniei. În 1860 a realizat o hartă topografică a țării. Opera sa mai cuprinde cromolitografii și acuarele înfățișând tipuri și porturi populare cu un caracter exclusiv documentar.

## Noi utilizări în fotografia lui Carol Popp de Szathmari
În anul 1843 a realizat primele dagherotipii, iar în urma unor cercetări, a realizat și primele talbotipii (calotipii).
În perioada 1860-1870 Carol Popp de Szathmari a publicat un volum cu 100 de fotografii. A fost printre primii 10 fotografi din Europa și a realizat primul reportaj fotografic de război din lume în timpul Războiului Crimeii. Prin aceasta, el este recunoscut ca primul foto-jurnalist de război.
În 1840, pictorul-fotograf s-a stabilit definitiv în București unde și-a deschis un atelier de pictură, în același an, pe terenul închiriat de la Ștefan Greceanu, pe Podul Mogoșoaiei, vis-a-vis de Biserica Sărindar și în 1850, cel de fotografie. Fiind un vizionar, a perfecționat o serie de procedee adiacente artei, printre care gravura în oțel și cromolitografia.
Szathmari se înscrie încă de la început în această modă, înființând un atelier în Hanul Verde, unde execută fotografii până în jurul anului 1854. Din această perioadă nu au supraviețuit foarte multe fotografii, dar cele existente au deja formatul pe care îl va păstra până la sfârșitul carierei pentru fotografiile carte-de-visite: un carton de 9-10 x 5-6 cm, tipărit pe spate cu numele artistului, adresa atelierului, titlurile și distincțiile câștigate. Din această perioadă datează, de exemplu, seria de portrete ale actorului Matei Millo, cele mai multe cu actorul costumat și grimat pentru rolurile care l-au consacrat.
Un episod relevant pentru cariera lui Szathmari este participarea sa ca fotoreporter la primele confruntări ruso-otomane din timpul Războiului Crimeii (1853-1856), când este acceptat atât în tabăra rusă, cât și în cea otomană unde imortalizează, printre altele, portrete de ofițeri ruși, otomani, englezi, francezi, o stație de carantină, o parte a taberei otomane etc.
„În primăvara anului 1854, artistul are intrepiditatea să meargă chiar la malul Dunării în preajma cetăților de la Oltenița și Silistra, unde se dădeau lupte să fotografieze bivuacurile, fortificațiile și combatanții.”—Ionescu Adrian-Silvan
iar Ernest Lacan ne prezintă albumul Războiului din Crimeea și autorul lui, astfel
„D. Ch. Pap de Szathmari este un nobil transilvănean, fixat la București, care s-a făcut pictor. În primele zile ale războiului din Orient, în timp ce rușii ocupau Valahia, i-a venit ideea de a adăuga albumelor sale, deja bogate, și tipuri de costume reproduse după acelea ale armatei de ocupație. Calitatea sa de artist și talentul bine cunoscut i-au dat acces pe lângă generalii cărora le-a făcut portretele; apoi, cum își făcuse intrarea în tabăra rusească, el a profitat pentru a lua unele vederi și scene tulburătoare, la care neprevăzutul războiului l-a făcut martor. Era deja suficient,iar colecția sa căpăta interesul unui capitol de istorie când, ca urmare a eforturilor eroice, turcii au venit la rândul lor să ocupe Bucureștii și orașele pe care vrăjmașii li le luaseră un moment. Această nouă armată se acoperise de glorie susținând singură o luptă inegală pentru a apăra țara amenințată. Numele generalilor ei, până atunci aproape necunoscute, au devenit renumite și s-au răspândit în toată Europa. D. Szathmari a înțeles că îndemânarea sa de fotograf îi impunea o misiune de onoare; aceea de a păstra pentru istorie trăsăturile acestor oameni din care curajul și patriotismul făcuse niște eroi, și de a perpetua amintirile evenimentelor ce se succedau în fața lui. Începând din această epocă și până în momentul când lupta și-a schimbat teatrul pentru a lua amploarea în Crimeea, laboriosul amator și-a continuat opera cu un zel pe care nici dificultățile nici pericolele nu l-au putut domoli. Astfel a putut D. de Szathmari să reunească în albumul sîu cele două tabere și să compună o colecție de mai bine de douț sute de planșe, care erau primele pagini ale marii drame epice derulată în Orient, zugrăvită de fotografie.”—Ernest Lacan
După experiența din Războiul Crimeii, Carol Pop de Szathmari a plecat din nou pe front, în Războiul de Independență (1877-1878). Nr. 7 din 30 iulie 1877 a ziarului Resboiul anunța că „mai mulți artiști plastici români, printre care Nicolae Grigorescu, Sava Henția, Carol Popp de Szathmary și G. D. Mirea, au fost chemați la Marele Cartier General al Armatei, cerindu-li-se să schițeze diferitele mișcări ale oștirii, trecerea Dunării, confruntările cu dușmanul, felurite imagini sud-dunărene — ca pictori de campanie”. Cel mai vârstnic dintre aceștia era Carol Popp de Szathmary.
Helmut Gernsheim afirma că deși Roger Fenton „este adesea numit „primul fotograf de război”, această denumire nu i se aplică, strict vorbind, lui Fenton, ci lui Carol Pop de SZATHMARY, un artist amator și fotograf care locuiește la București și care, la scurt timp după izbucnirea războiului în Țara Românească, în noiembrie 1853, i-a fotografiat pe generalii ruși și câmpul de luptă, iar mai târziu pe turci, urmând războiul de-a lungul Dunării, în furgonul său, pe care-l pregătise pentru fotografie. Aventurile lui nu seamănă cu unele dintre experiențele lui Fenton, pentru că furgonul lui s-a aflat uneori în bătaia focului inamicului și, la un moment dat, o lovitură de tun a sfâșiat pământul la câțiva pași de el. La Expoziția Universală de la Paris din 1855, de Szathmary a prezentat un album cu 200 de fotografii în departamentul turcesc, album care a fost foarte apreciat. Napoleon al III-lea l-a încurajat să-l publice și a deschis lista susținătorilor. În iulie, de Szathmary i-a prezentat un album Reginei Victoria în timpul unei audiențe private la Osborne, în prezența Prințului Albert și a Regelui Leopold I al Belgiei. Publicarea acestor fotografii de război nu a fost însă realizată, iar opera lui de Szathmary a dispărut fără urmă.”
„Though often spoken of as „the first war photographer” this designation does not, strictly speaking, apply to Fenton, but to Carol Pop de Szathmary, an amateur artist and photographer living in Bucharest, who, soon after the outbreak of the war in Wallachia in November 1853, photographed the Russian generals and camp scenes, and later on, the Turks, following the warfare in the Danube valley in his carriage, which he had fitted out for photography. His adventures are not unlike some of Fenton’s experiences, for his carriage sometimes drew the enemy’s fire, and on one occasion a cannon ball tore up the ground a few paces away.
At the Paris Universal Exhibition 1855 de Szathmary showed an album of 200 photographs in the Turkish department, where it was much admired. Napoleon III encouraged him to publish it and headed the list of subscribers. In July de Szathmary presented an album to Queen Victoria during a private audience at Osborne, in the presence of Prince Albert and King Leopold I of the Belgians. The intended publication of these war photographs was not realized, however, and de Szathmary’s work has disappeared without a trace.”—Helmut Gernsheim
În 1857 Auguste Devanaux menționa
„În ultima vreme, mai mulți fotografi au călătorit în Orient și ne-au adus un număr considerabil de vederi care spun mai multe despre adevăratul aspect al acestor țări decât toate cărțile și toate desenele, indiferent de valoarea lor artistică și literară. Acum, pentru a-și completa opera, un artist talentat, un om cu inteligență și bun gust, va livra publicului, într-o colecție de câteva sute de dovezi, exemplare de toate tipurile și costumele care deosebesc diferitele popoare stabilite în provinciile turcești. Acest artist este domnul de Szathmari, din București, care s-a făcut cunoscut în 1855 pentru o serie de tipărituri reprezentând primele episoade ale Războiului de Răsărit, și portretele generalilor care comandau armatele ruse și otomane.”—Auguste Devanaux

Prin imaginea de război, imaginea politică și imaginea de presă, Carol Pop de Szathmári a urmărit să surprindă, atât cât tehnica fotografică îi permitea, elementele specifice unei societăți aflate pe drumul ei spre occidentalizare. În imaginea de presă a adus o mare contribuție prin publicarea revistei ilustrate Ilustrațiunea. Jurnal universal, care a avut o existență scurtă. În imaginea de război a fost unul din precursorii acestui gen, reușind să iasă din limitele impuse de atelierul de fotografiat pentru a fi la fața locului, acolo de unde informația poate fi ilustrată obiectiv, fără să depindă de plăsmuirea subiectivă a gravorilor. Nu condiția socială a țăranului primează în imaginea artistului fotograf, ci identitatea națională, definită prin vestimentația sa. Cunoștințele dobândite în călătoriile din Occident, coroborate cu mijloacele de comunicare (acuarela, fotografia, xilogravura), au fost aplicate în țară cu scopul de-a contribui la evoluția procesului de comunicare. Călătoriile din Orient, unele atestate documentar, celelalte, din China și Siberia, contestate, au fost sursa inspirațiilor sale artistice. Artistul, deși nu a fost primul care a experimentat dagherrotipia în țara noastră, și-a început experiența de fotograf cu talbotipia și pe urmă cu procedeul colodiului umed. Folosind aparatură performantă și procedeele cele mai avansate ale vremii, artistul s-a dovedit a fi un fin cunoscător al tehnicii fotografice. Ca artist a folosit, în fotografie, mai mult arta portretului ca gen de exprimare (peisajul și reportajul) fără a crea direcții noi, ci doar aprofundându-le pe cele cunoscute. Dominat de condiția artistului, de Szathmári a încercat mereu să trateze fotografia ca artă, însă în fotoreportaj elementul principal este informarea, iar valențele operei artistice ocupă un loc secundar.
„La nora pictorului, la D-na Ortansa Satmary, au rămas azi mai toate lucrările bătrânului, ca și cea mai mare parte din opera pictată a fiului, a lui Alexandru Satmary, împreună cu nenumărate documente, păstrate din moși strămoși [...] cu excepția celor din Biblioteca Academiei Române sau de Ia Muzeul Toma Stelian”.
În România nu există niciun exemplar al albumului de război care l-a făcut celebru, doar câteva fotografii disparate și nefixate pe suport de carton și găzduite de Biblioteca Academiei Române „La Cabinetul de Stampe al Bibliotecii Academiei Române se află multe clișee pe sticlă, fotografii cu ofițeri de toate gradele, de toate armele și din toate taberele. Unele au fost în mod special copiate mai slab pe hârtia sensibilă spre a folosi ulterior ca suport pentru fine intervenții cu acuarelă, în tonalități discrete, ce le dădea calitatea de adevărate miniaturi. Așa este cazul portretului unui maior austriac și al unui general rus în uniformă de lăncieri (ce a fost identificat cu generalul Engelhart)”.
După Unirea Principatelor Române (1859) a devenit, oficial, pictorul și fotograful Curții lui Alexandru Ioan Cuza, perioadă în care a găsit noi utilizări pentru fotografie: studiu premergător pentru o litografie sau o acuarelă, studiu similar schiței în creion sau cărbune.
În anul 1860 a contribuit la înființarea Bukuresti Magyar Közlöny, prima asociație culturală a maghiarilor din București.

## Distincții
În anul 1855 a primit patru medalii, pentru albumele de fotografie realizate și pentru activitatea sa fotografică, medaliile fiind acordate de regina Angliei, împăratul Austriei, împăratul Napoleon al III-lea al Franței și regele Spaniei.

## Galerie

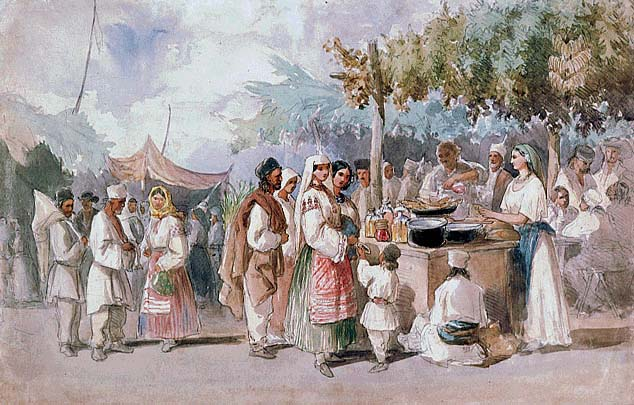
Târgul Drăgaica, acuarelă
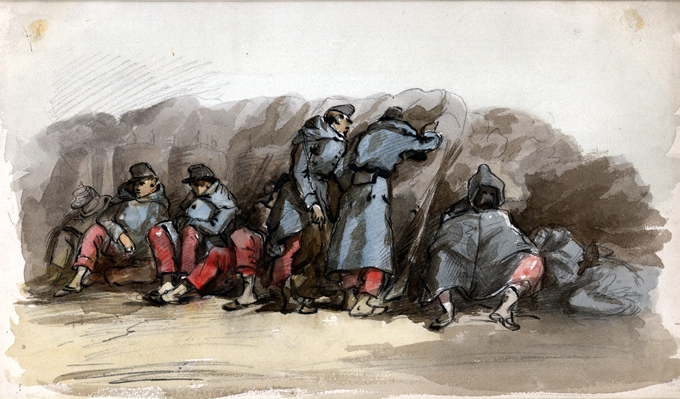
Soldati francezi in bivuac
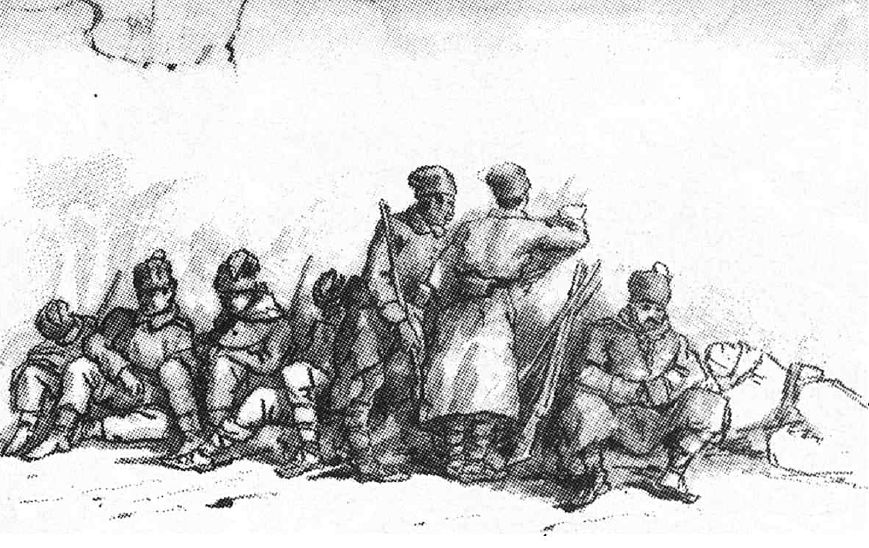
Soldati romani in fata redutei de la Smardan
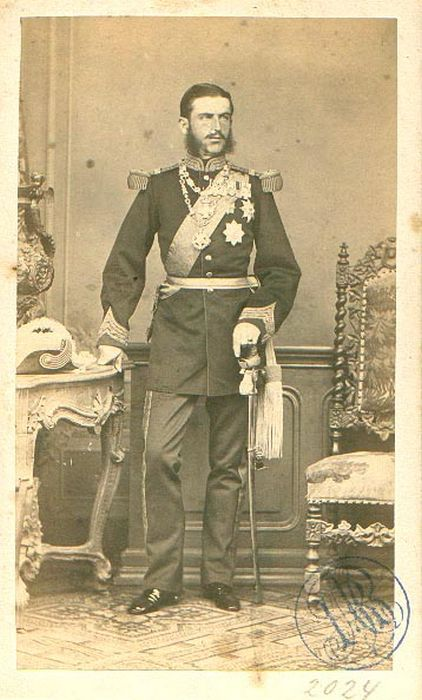
Carol I
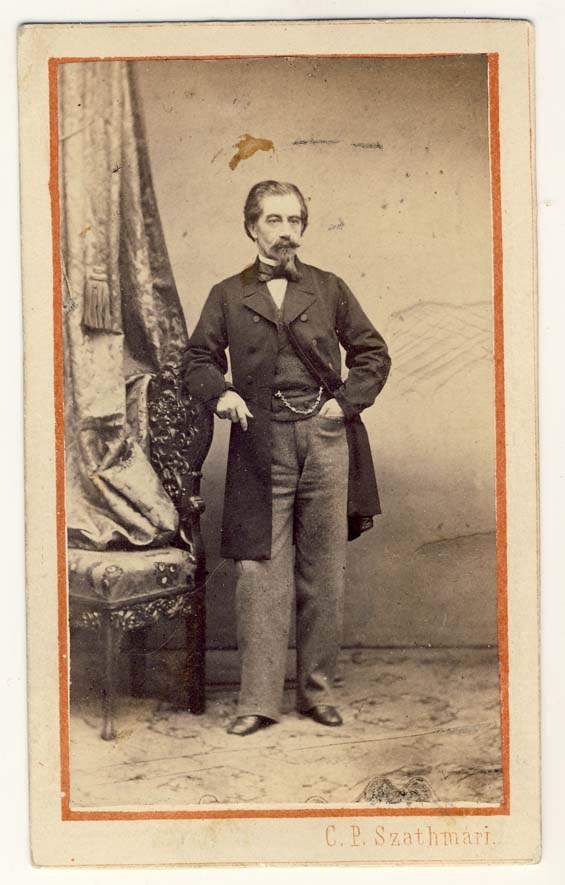
Ștefan Golescu
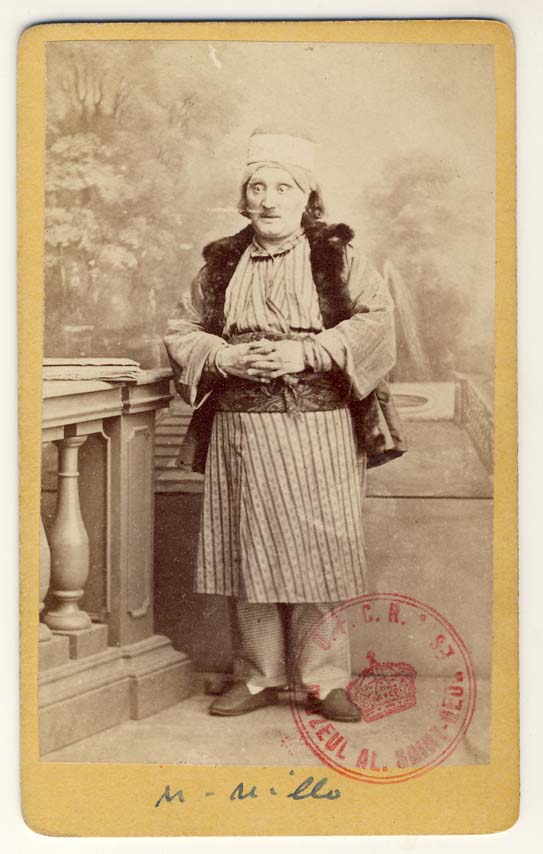
Matei Millo în costumație de teatru, din piesa Paracliserul
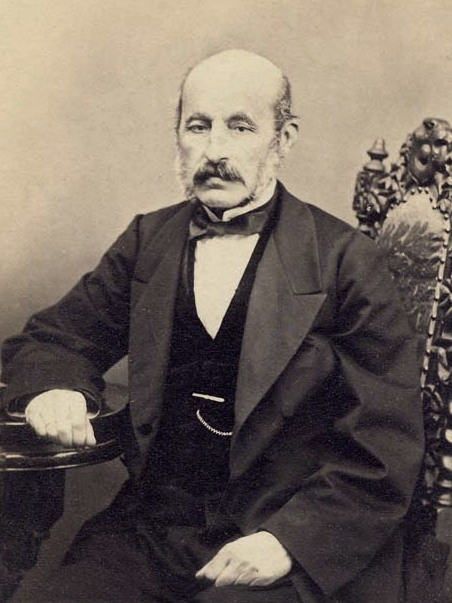
Petrache Poenaru
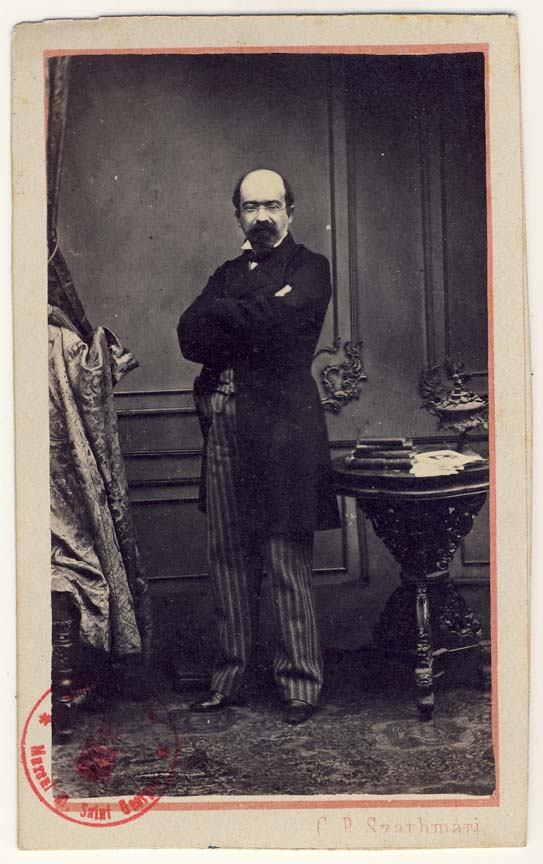
Mihail Kogălniceanu
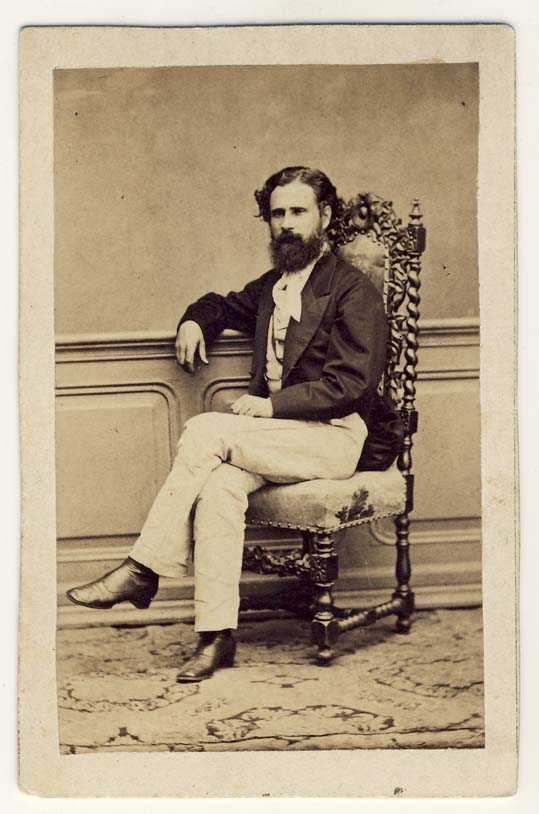
I.C. Brătianu
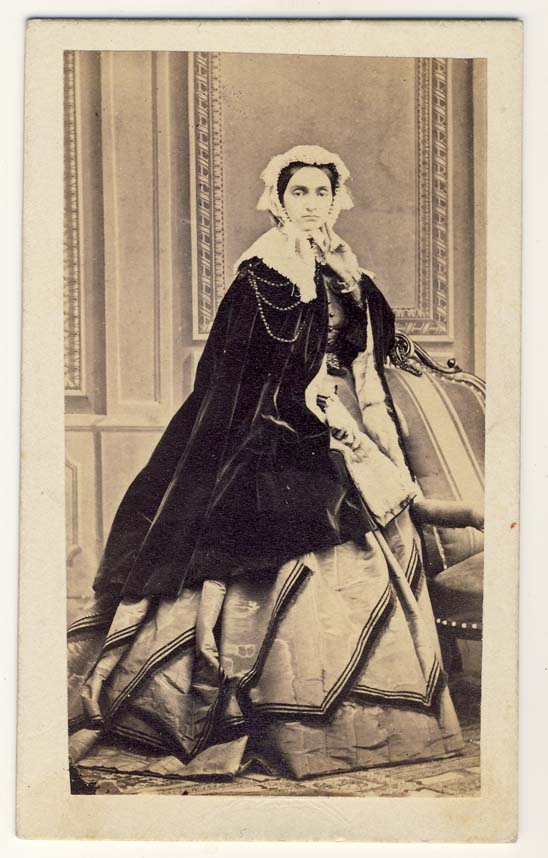
Ecaterina Bibescu
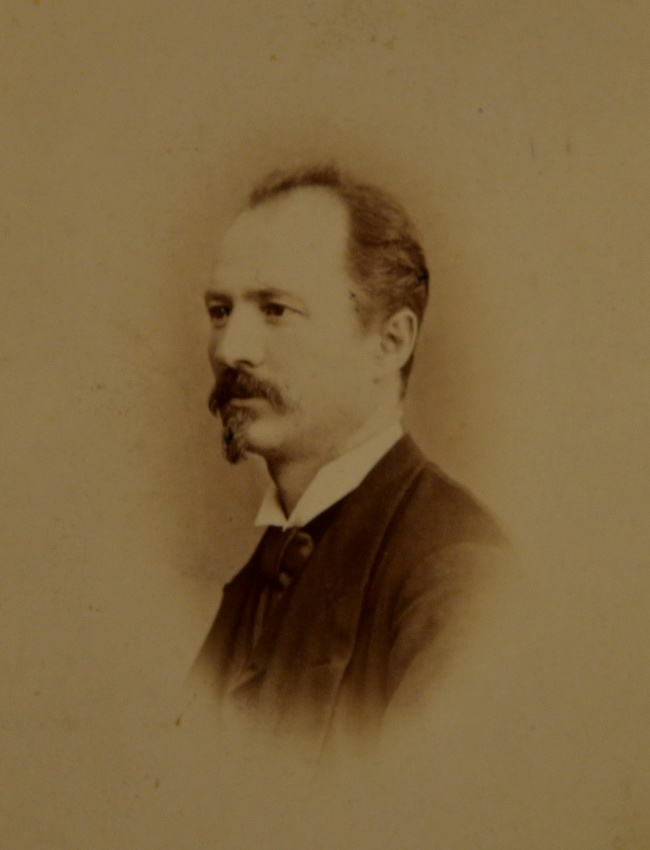
Nicolae Grigorescu
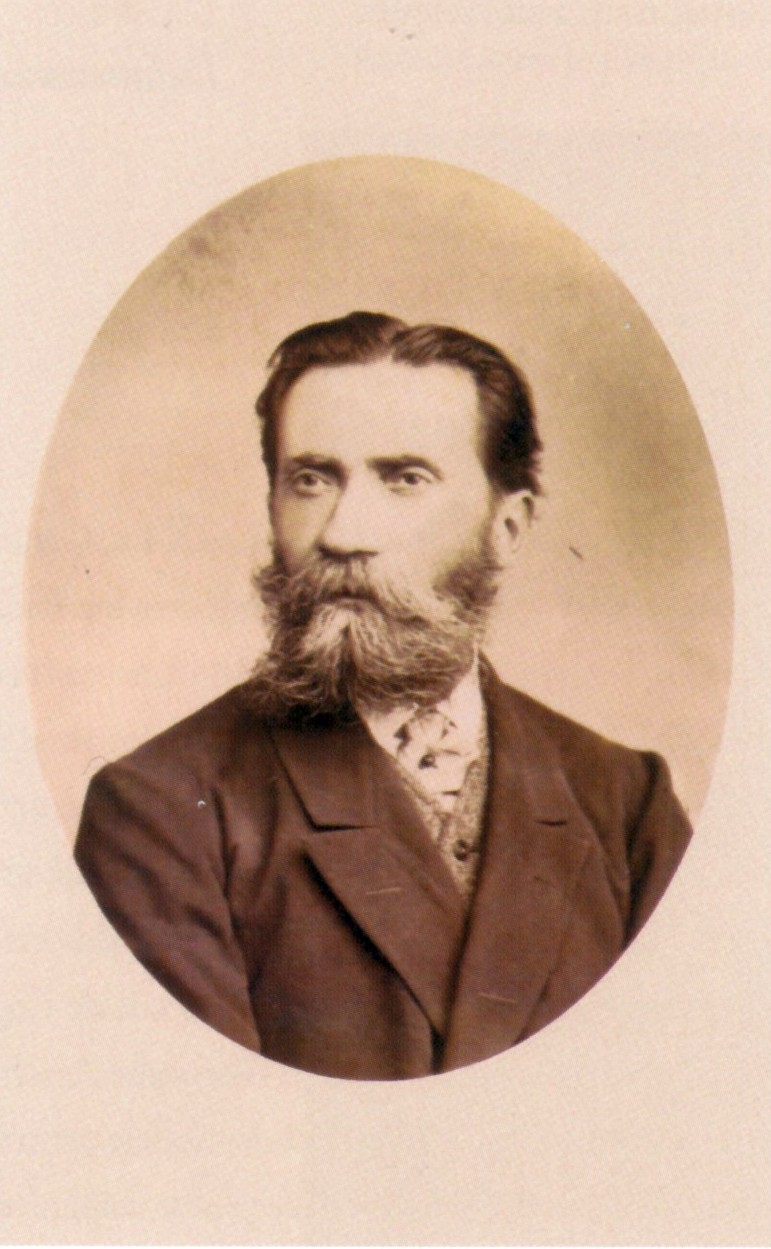
Gheorghe Tattarescu
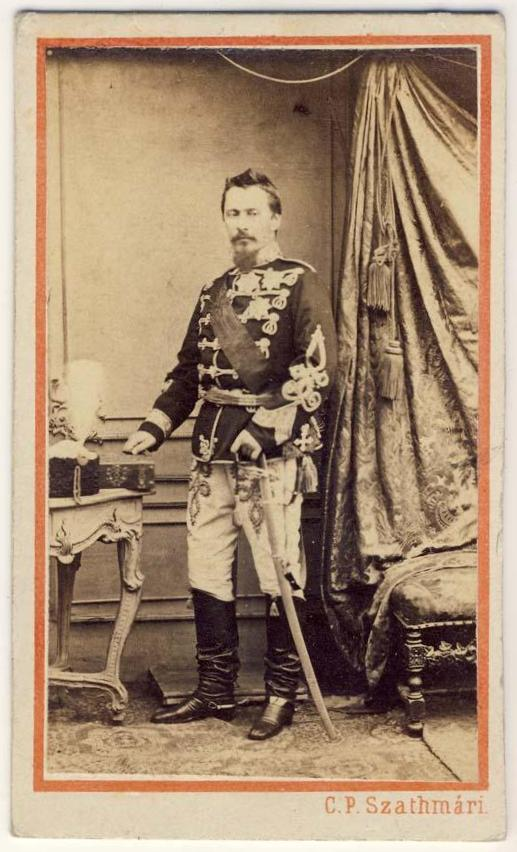
Alexandru Ioan Cuza
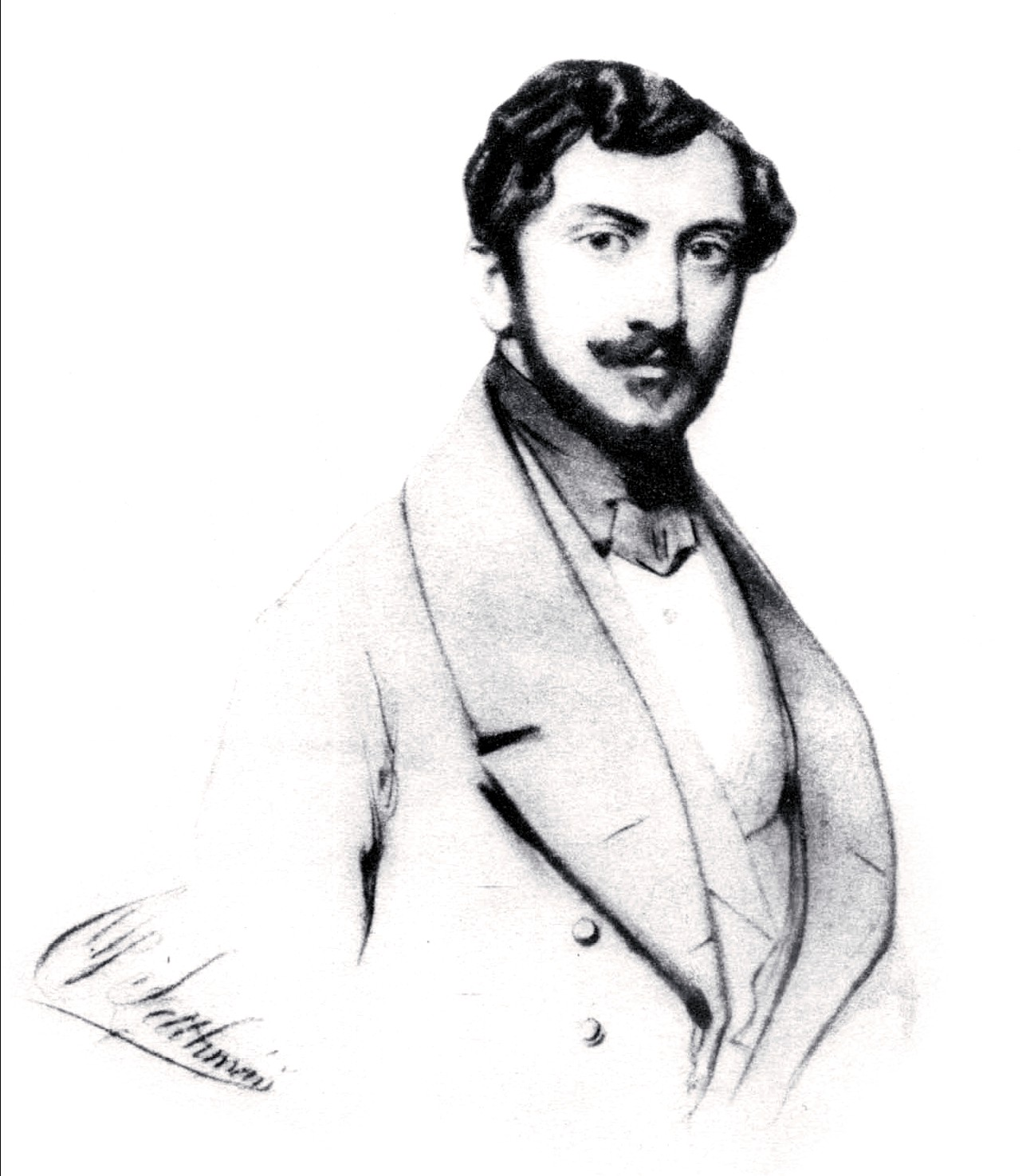
Carol Pop de Szathmari